# 库页鲟
库页鲟（学名：Acipenser medirobtris）为鲟科鲟属的鱼类，俗名中吻鲟。分布于前苏联以及黑龙江口等。该物种的模式产地在Сан-Франциско。